# 日九错
日九错是一个位于中国青海省海西蒙古族藏族自治州的淡水湖，面积约为12.37平方千米，属于青藏高原。它的一级流域为长江流域，二级流域为长江干流水系。